# Persebaya Surabaya
Persebaya Surabaya  is een Indonesische voetbalclub uit de stad Surabaya, Oost-Java. De club werd zeven keer kampioen in een Indonesisch voetbalkampioenschap.

## Erelijst
| Competitie                       | Winnaar | Winnaar                                  | Runner up | Runner up |
| Competitie                       | Aantal  | Jaren                                    | Aantal    | Jaren     |
| -------------------------------- | ------- | ---------------------------------------- | --------- | --------- |
| Indonesische voetbalbond (PSSI)  |         |                                          |           |           |
| Indonesisch voetbalkampioenschap | 7×      | 1951, 1952, 1978, 1988, 1997, 2004, 2011 | 1×        | 2012      |
| Tweede voetbalkampioenschap      | 2×      | 2003, 2006                               |           |           |
| Indonesische Presidentsbeker     | -       | -                                        | 1×        | 2019      |

## Bekende (ex-)spelers
- Emmanuel Kenmogne
- Émile Mbamba
- Arsenio Valpoort

Arema ·
Bali United ·
Barito Putera ·
Bhayangkara ·
Borneo ·
Kalteng Putra ·
Madura United ·
Persebaya Surabaya ·
Persela ·
Perseru ·
Persib ·
Persija ·
Persipura ·
PSIS Semarang ·
PSM ·
PSS Sleman ·
Semen Padang ·
PS-TIRA ·